# Shecun
Shecun (kinesiska: 涉村, 涉村镇) är en köping i Kina. Den ligger i provinsen Henan, i den centrala delen av landet, omkring 57 kilometer väster om provinshuvudstaden Zhengzhou. Antalet invånare är 36 463. Befolkningen består av 18 034 kvinnor och 18 429 män. Barn under 15 år utgör 18,0 %, vuxna 15-64 år 71 %, och äldre över 65 år 9,0 %.
Genomsnittlig årsnederbörd är 617 millimeter. Den regnigaste månaden är juli, med i genomsnitt 126 mm nederbörd, och den torraste är december, med 4 mm nederbörd.